# Lukáš Endl
Lukáš Endl (* 17. června 2003 Brno) je český profesionální fotbalista, který hraje na pozici středního obránce za slovenský klub MFK Ružomberok kde je na hostování ze slezského týmu MFK Karviná a současně za český národní tým do 21 let.

## Klubová kariéra
Do Zbrojovky Brno přestoupil v roce 2017 z FC Svratka Brno. V roce 2019 se o něj zajímal italský Juventus FC, Endl se ale rozhodl pokračovat v Brně.
V prvním týmu Zbrojovky debutoval 24. června 2020 v utkání 26. kola druhé ligy na hřišti Varnsdorfu. S Brnem oslavil postup do první ligy. V té debutoval 22. srpna 2020 v prvním kole proti Spartě, a hned šlo o příležitost v základní sestavě. Po Adamu Karabcovi byl druhým nejmladším hráčem, který zasáhl do úvodních ligových kol. V září 2020 prodloužil se Zbrojovkou smlouvu do roku 2023. V sezóně 2020/21 odehrál Endl 8 soutěžních utkání v dresu Zbrojovky, se kterou sestoupil do druhé nejvyšší soutěže.
Během sezóny 2021/22 se Endl stal stabilním členem základní sestavy brněnského mužstva a 2 brankami v 25 zápasech přispěl k postupu Brna zpátky do Fortuna:ligy. V další sezóně byl Endl i přes svůj mladý věk jedním z klíčových hráčů týmu, nastoupil do 22 soutěžních zápasů, nicméně sestupu Zbrojovky do druhé ligy zabránit nedokázal. V druhé nejvyšší soutěži hrál pravidelně i v sezóně 2023/24. Endl v létě 2024 Zbrojovku opustil. V A-týmu odehrál během čtyř let 85 zápasů, v nichž vstřelil 3 branky.
V červenci 2024 přestoupil Endl do Karviné, se kterou podepsal dlouholetou smlouvu.
V srpnu 2025 odešel na roční hostování do slovenského týmu MFK Ružomberok hrající Niké ligu

## Reprezentační kariéra
Endl od roku 2017 reprezentuje Česko na mládežnických úrovních.